# Suinzona
Suinzona – rodzaj chrząszczy z rodziny stonkowatych i podrodziny Chrysomelinae.
Rodzaj ten wprowadzony został w 1931 roku przez Chen Shixianga jako monotypowy. Gatunkiem typowym jest Suinzona laboissierei.
Chrząszcze o wrzecionowatym w obrysie, wypukłym w widoku bocznym ciele długości od 4 do 6 mm. Ubarwienie od ciemnobrązowego do rudobrązowego. Głowa o trapezowatym nadustku, wklęśnięta między czułkami, wyposażona w duże żuwaczki. Głaszczki szczękowe o ostatnim członie dłuższym niż poprzedni, spiczasto stożkowatym. Wypukłe, kwadratowe przedplecze ma brzegi boczne pośrodku poszerzone. Wypukłe, najszersze nieco za nasadą pokrywy opatrzone są rzędami punktów. Tylne skrzydła są zredukowane. Wyrostek przedpiersia bardzo szeroki. Genitalia samców z Y-kształtnym tegumenem i nieco w widoku bocznym zakrzywiony edeagusem, a spermateka samic U-kształtna lub sierpowata.
Wszystkie znane gatunki są endemitami Chin.
Należą tu:
- Suinzona belousovi Daccordi et Ge, 2011
- Suinzona bergeali Daccordi et Ge, 2011
- Suinzona bienkowskii Daccordi et Ge, 2011
- Suinzona cheni Daccordi et Yang, 2011
- Suinzona cuiae Ge et Daccordi, 2011
- Suinzona faldermanni Daccordi et Yang, 2011
- Suinzona gebleri Ge et Daccordi, 2011
- Suinzona jacobsoni Daccordi et Ge, 2011
- Suinzona konstantinovi Daccordi et Ge, 2011
- Suinzona laboissierei Chen, 1931
- Suinzona lopatini Daccordi et Ge, 2011
- Suinzona medvedevi Daccordi et Ge, 2011
- Suinzona menetriesi Daccordi et Ge, 2011
- Suinzona mikhailovi Ge et Daccordi, 2011
- Suinzona monticola Chen
- Suinzona motschulskyi Daccordi et Ge, 2011
- Suinzona ogloblini Daccordi et Ge, 2011
- Suinzona pallasi Ge et Daccordi, 2011
- Suinzona parva (Lopatin)
- Suinzona potanini (Lopatin)
- Suinzona wangi (Lopatin)
- Suinzona yangi (Lopatin)
- Suinzona yunnana (Lopatin)